# Ельцовка (верхний приток Тыма)
Ельцовка — река в России, протекает в Томской области. Устье реки находится в 239 км по правому берегу реки Тым. Длина реки составляет 23 км.
У устья, на правом берегу, расположен посёлок Молодёжный.

## Данные водного реестра
По данным государственного водного реестра России относится к Верхнеобскому бассейновому округу, водохозяйственный участок реки — Обь от впадения реки Васюган до впадения реки Вах, речной подбассейн реки — Васюган. Речной бассейн реки — (Верхняя) Обь до впадения Иртыша.